# Звєрев Арсеній Григорович
Арсеній Григорович Звєрев (18 лютого (2 березня) 1900, село Нєгодяєво Клинського повіту Московської губернії, тепер село Тихомирово Клинського району Московської області — 27 липня 1969, місто Москва, РРФСР) — радянський діяч, міністр фінансів СРСР. Член ЦК КПРС (1939—1961). Кандидат у члени Президії ЦК КПРС з 16 жовтня 1952 по 5 березня 1953 року. Депутат Верховної Ради СРСР 1—2-го і 4—5-го скликань. Доктор економічних наук (1959).

## Біографія
Народився в родині робітника. З 1913 працював на Високовській текстильній фабриці Московської губернії. У 1917—1918 роках — робітник «Трьохгірної мануфактури» в місті Москві.
Член РКП(б) з 1919 року.
У 1919—1922 роках — в Червоній армії, учасник громадянської війни в Росії. Служив рядовим, потім командиром взводу кавалерійського полку.
У 1922—1923 роках — співробітник, завідувач агітаційно-пропагандистського відділу Клинського повітового комітету РКП(б) Московської губернії.
У 1923—1924 роках — продовольчий агент (інспектор), агент Московського губернського фінансового відділу в Клинському повіті Московської губернії.
У 1924—1925 роках — слухач Центральних курсів Народного комісаріату фінансів СРСР.
У 1925—1928 роках — заступник завідувача, у 1928—1929 роках — завідувач Клинського повітового фінансового відділу.
У червні — серпні 1929 року — голова виконавчого комітету Клинської повітової ради Московської губернії.
У 1929—1930 роках — начальник податкового управління обласного фінансового відділу Західної (Смоленської) області.
У 1930 році — завідувач Брянського окружного фінансового відділу.
У 1932—1936 роках — завідувач Бауманського районного фінансового відділу міста Москви.
У 1933 році закінчив Московський фінансово-економічний інститут.
У 1936—1937 роках — голова виконавчого комітету Молотовської районної ради міста Москви.
У 1937 році — 1-й секретар Молотовського районного комітету ВКП(б) міста Москви.
У вересні 1937 — 19 січня 1938 року — заступник народного комісара фінансів СРСР.
19 січня 1938 — 16 лютого 1948 року — народний комісар (міністр) фінансів СРСР.
16 лютого — 28 грудня 1948 року — заступник, 1-й заступник міністра фінансів СРСР.
28 грудня 1948 — 16 травня 1960 року — міністр фінансів СРСР.
З травня 1960 року — персональний пенсіонер союзного значення в Москві. Працював професором Всесоюзного заочного фінансового інституту в Москві.
Помер 27 липня 1969 року. Похований на Новодівочому цвинтарі.

## Нагороди
- чотири ордени Леніна
- орден Трудового Червоного Прапора
- орден Червоної Зірки
- генеральний державний радник фінансової служби (1948)